# زائفة سافاستانوية
الزائفة السافاستانوية أو سُحاف الزيتون هي جراثيم سلبية الغرام ممرضة للنبات تصيب مجموعة متنوعة من النباتات. كان يعد ذات مرة أحد مسببات Pseudomonas syringae، ولكن بعد دراسات تتعلق بالحمض النووي أصبح نوعًا جديد. اسمه العلمي من اسم العامل الذي أثبت بين عامي 1887 و 1898 أنها تسبب عقدة الزيتون. هذا النمط الممراض يسبب مرض عقدة الزيتون. تشمل الأعراض تكوين عفصات على الأشجار المصابة. يتم تحفيز تكوين الورم عن طريق التخليق الحيوي للحمض الخلقي بواسطة الجراثيم، بطريقة مماثلة لمسببات مرارة التاج المدروسة جيدًا، الأجرعية.